# Janirella lobata
Janirella lobata is een pissebed uit de familie Janirellidae. De wetenschappelijke naam van de soort is voor het eerst geldig gepubliceerd in 1908 door Richardson.